# 西迪納曼區

36°12′54″N 3°07′26″E / 36.215056°N 3.123937°E
西迪納曼區（阿拉伯语：‎），是阿爾及利亞的行政區，位於該國北部，由麥迪亞省負責管轄，首府設於西迪納曼，面積410平方公里，2008年人口39,727，人口密度每平方公里97人。